# Heinrich III. von Schauenburg-Holstein

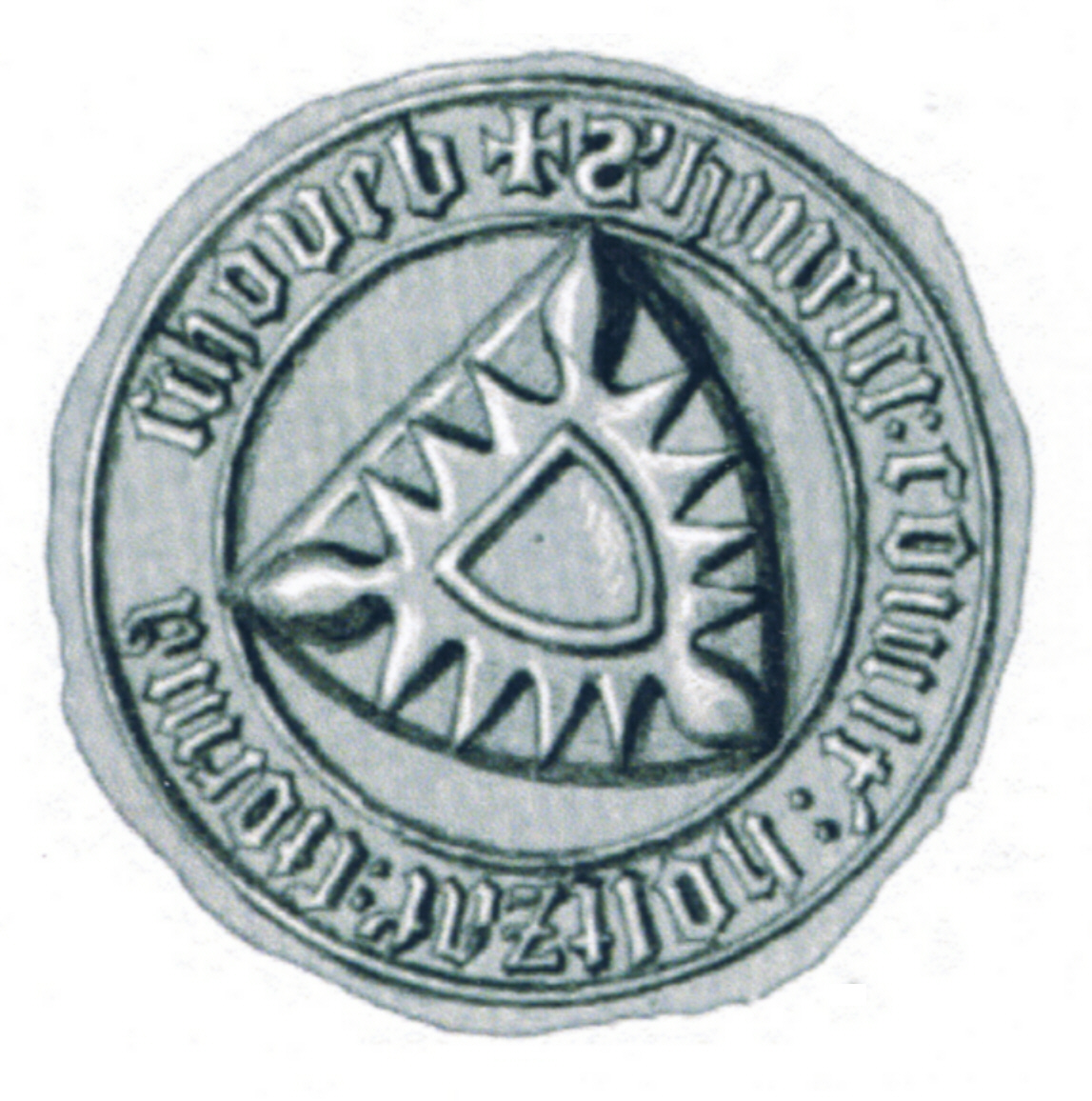
Siegel des Heinrich III. aus der Zeit um 1402

Heinrich III. von Schauenburg-Holstein (* um 1372, † Februar 1421 in Bordesholm) war Bischof von Osnabrück (1403–1404) und regierender Graf von Holstein-Rendsburg.
Er war der jüngste Sohn Heinrichs II. und dessen zweiter Frau Ingeborg von Mecklenburg-Schwerin. Er blieb als Geistlicher unverheiratet.

## Leben
Als jüngster Sohn war er für eine Kirchenlaufbahn vorgesehen und wurde Diakon in Osnabrück. Nach dem Tode des Bischofs wurde er am 2. Februar 1402 zu dessen Nachfolger bestimmt. Aber seine älteren Brüder starben früh in einer Fehde gegen Dithmarschen. Albrecht kam 1403 bei einem Pferdesturz um. Gerhard fiel 1404 in der Schlacht an der Hamme.
Heinrich erhielt am 18. August 1402 eine päpstliche Zusage auf eine münstersche Dompräbende.
Heinrich sah sich als deren Erbe, entsagte 1404 dem Bischofsamt und verlangte die Vormundschaft über die Nachkommen seines älteren Bruders und damit die Herrschaft nicht nur über Holstein, sondern auch über das Herzogtum Schleswig, das Gerhard 1386 als erbliches Lehen verliehen worden war. Gleichzeitig wollten das auch die dänische Herrscherin Margarethe bzw. der König Erik. Sie sahen so eine Gelegenheit, Schleswig wieder stärker an Dänemark zu binden.
So lud der dänische König den Grafen und den Adel nach Kolding ein und lockte Heinrich III. nach Hindsgavl auf Fünen. Heinrich wurde dort verhaftet und sollte 11.000 Mark zahlen. Dazu kam die Abtretung von Flensburg als Pfand für ein Jahr. Die Abtretung geschah; aber der König verweigerte die Annahme des Geldes. So begann der Krieg zwischen den Grafen von Holstein und Dänemark. Am 13. Juli 1409 schloss Erik ein Bündnis mit den Dithmarschern. Am 12. August 1410 kam es zur Schlacht auf der Solleruper Heide im Amt Eggebek. Dort blieben die Grafen siegreich, der dänische Heerführer Ritter Mogens Pedersen Munk fiel in der Schlacht. So wurde am 26. März 1411 bei Kolding ein Vergleich geschlossen.
Im Oktober 1412 starb Margarethe und der Holsteinische Adel wollte die eroberten Besitzungen nicht mehr zurückgeben, wie es der Vergleich vorgesehen hatte. König Erik klagte sie nun vor dem Lehnsgericht (Danehof, also der Ständeversammlung) in Nyborg an und es erklärte sie am 29. Juli 1413 des Lehens für verlustig. Dänische Truppen besetzten nun Schleswig. Graf Heinrich verbündete sich daraufhin mit den Hamburgern, die keinen so mächtigen Nachbarn haben wollten. 1419 eroberten die Dänen Fehmarn und plünderten es. Aber in der Schlacht bei Immerwad bei Hadersleben wurden sie von den Holsteinern geschlagen. So wurde am 26. November 1420 ein Waffenstillstand geschlossen. 1421 war Graf Heinrich als nächster Bischof von Schleswig im Gespräch. Bischof Johann III. Skondelev starb jedoch nach ihm am 17. August 1421.

Siegel (Umschrift): S(IGILLUM) HINRICI*COMIT(IS)*HOLTZAT(IA)*STORMA(RIA)*SCHOVE(N)B(URG) / Siegel Heinrichs Graf von Holstein Stormarn Schauenburg